# Trinity (pohoří)

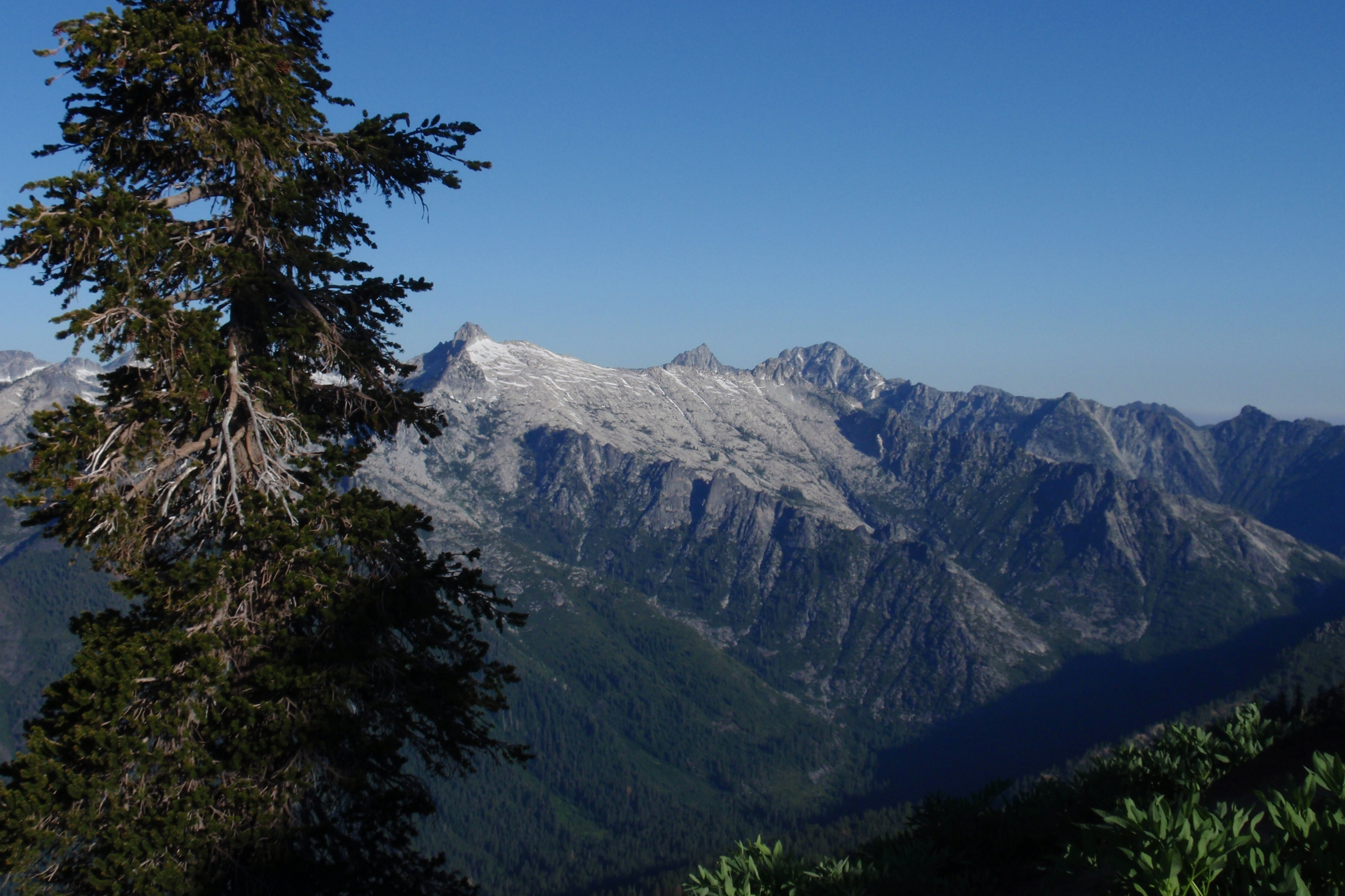

Trinity je pohoří, které je součástí Klamatských hor a nachází se v okrese Siskiyou v severní Kalifornii ve Spojených státech amerických.

## Geografie
Pohoří Trinity probíhá ve směru jihozápad-severovýchod a je dlouhé asi 48–56 km. Horské pásmo vede mezi nádrží Trinity a nádrží Shasta, asi 27 km severozápadně od Reddingu. Vrcholy Trinity se na jihozápadě zvedají do výšek kolem 1 200 m a na severovýchodě více než 2 200 m n. m.
Mezi pohořím a nádrží Shasta vede silniční komunikace Chapple-Shasta Off-Highway Vehicle Area.

## Příroda
Pohoří je pokryto rozsáhlými lesními plochami v nichž najdeme stanoviště dubu černého a modrého a douglasky tisolisté. Modrý dub (Quercus douglasii) se vyskytuje výlučně zde, je endemickým druhem zdejší oblasti.